# 莊南傑
莊南傑（?—?），疑字英才。唐朝越（今屬浙江）人。
與賈島同時。一說曾登進士第。擅長樂府雜歌，有李賀風格，有《杂歌行》一卷，已佚。《全唐詩》存其詩五首。